# Disfunção sexual pós-ISRS
Disfunção sexual pós-ISRS (em inglês:  Post SSRI Sexual Dysfunction - PSSD) é uma disfunção sexual iatrogênica, causada pelo uso prévio de antidepressivos inibidores seletivos de recaptação da serotonina (ISRS).  Embora aparentemente incomum, pode durar meses, anos e algumas vezes indefinidamente após a descontinuação do ISRS. Pode representar um subtipo específico da síndrome de descontinuação dos ISRS.

## Sintomas
Um ou mais dos seguintes sintomas podem ser atribuídos a descontinuação dos ISRS:
- Diminuição da libido
- Ausência ou baixa lubrificação vaginal
- Disfunção erétil
- Síndrome da excitação sexual persistente mesmo sem a presença de desejo sexual
- Inibição recorrente ou persistente do orgasmo (anorgasmia)
- Prazer reduzido ou inexistente durante o orgasmo (Anedonia)
- Ejaculação precoce
- Baixa sensibilidade peniana, vaginal ou clitoriana
- Anestesia genital
- Perda ou diminuição da resposta ao estímulo sexual.